# Santander-Zwerghörnchen
Das Santander-Zwerghörnchen (Microsciurus santanderensis) ist eine Hörnchenart aus der Gattung der Neuweltlichen Zwerghörnchen (Microsciurus). Es kommt endemisch in Kolumbien vor.

## Merkmale
Das Santander-Zwerghörnchen erreicht eine Gesamtlänge von etwa 27,2 bis 30,8 Zentimetern. Der Schwanz wird 13,6 bis 15,2 Zentimeter lang. Das Rückenfell der Tiere ist dunkelbraun, der Bauch ist grau bis grau-braun.
| 1 | · | 0 | · | 2 | · | 3 | = 22 |
| 1 | · | 0 | · | 1 | · | 3 | = 22 |

Die Tiere besitzen wie andere Arten der Gattung im Oberkiefer pro Hälfte einen zu einem Nagezahn ausgebildeten Schneidezahn (Incisivus), dem eine Zahnlücke (Diastema) folgt. Hierauf folgen zwei Prämolare und drei Molare. Im Unterkiefer besitzen die Tiere dagegen nur einen Prämolar. Insgesamt verfügen die Tiere damit über ein Gebiss aus 22 Zähnen. Der zweite Prämolar (PM3) fehlt vor allem bei einzelnen Populationen der Amazonischen Zwerghörnchen (Microsciurus flaviventer), bei den anderen Arten ist er sehr klein ausgebildet.

## Verbreitung
Das Santander-Zwerghörnchen kommt endemisch in Kolumbien vor, wo es ausschließlich im Departamento de Santander und wahrscheinlich auch umgebenen Departamentos zwischen dem Río Magdalena und den Cordillera Oriental, der östlichen Kette der Anden bis zu den Cordillera Occidental im Westen anzutreffen ist. Die Höhenverbreitung reicht von 100 bis 1000 Metern, jedoch wurden die Tiere auch in Höhen von 2700 bis 3800 Metern gefunden.

## Lebensweise
Das Santander-Zwerghörnchen lebt in Bergwäldern und in Sumpfgebieten des Verbreitungsgebietes. Über die Lebensweise ist nur sehr wenig bekannt. Es ist tagaktiv und ernährt sich wahrscheinlich von Insekten und anderen Wirbellosen.

## Systematik
Das Santander-Zwerghörnchen wird als eigenständige Art innerhalb der Gattung der Neuweltlichen Zwerghörnchen (Microsciurus) eingeordnet, die aus vier Arten besteht. Die wissenschaftliche Erstbeschreibung stammt von Hernandez-Camacho aus dem Jahr 1957, der die Art als Unterart des Kolumbianischen Eichhörnchens als Sciurus pucheranii santanderensis anhand von Individuen von der Meseta de los Caballeros nordöstlich von La Albania im Departamento de Santander beschrieb.  1960 ordnete Hernandez-Camacho die Art selbst unter der Gattung Microsciurus ein.
Innerhalb der Art werden neben der Nominatform keine weiteren Unterarten unterschieden.

## Status, Bedrohung und Schutz
Das Santander-Zwerghörnchen wird von der International Union for Conservation of Nature and Natural Resources (IUCN) aufgrund der nicht ausreichenden Datenlage zu den Beständen als „data deficient“ eingeordnet.

## Belege
1. 1 2 3 4 5  Richard W. Thorington Jr., John L. Koprowski, Michael A. Steele: Squirrels of the World. Johns Hopkins University Press, Baltimore MD 2012, ISBN 978-1-4214-0469-1, S. 35–36.
2. ↑  James L. Patton, Ulyses F. J. Pardiñas, Guillermo D’Elía: Mammals of South America, Volume 2: Rodents. University of Chicago Press, 2015; S. 24 ff. (Google Books)
3. 1 2  Microsciurus santanderensis in der Roten Liste gefährdeter Arten der IUCN 2015.1. Eingestellt von: J. Koprowski, L. Roth, 2008. Abgerufen am 10. Juli 2015.
4. 1 2  Microsciurus santanderensis In: Don E. Wilson, DeeAnn M. Reeder (Hrsg.): Mammal Species of the World. A taxonomic and geographic Reference. 2 Bände. 3. Auflage. Johns Hopkins University Press, Baltimore MD 2005, ISBN 0-8018-8221-4.
5. 1 2  James L. Patton, Ulyses F. J. Pardiñas, Guillermo D’Elía: Mammals of South America, Volume 2: Rodents. University of Chicago Press, 2015; S. 30. (Google Books)